# Джама, Джама Али
Джама Али Джама (сомал. Jaamac Cali Jaamac, араб. جامع علي جامع‎; род. Босасо, Сомали) — сомалийский политический и ранее военный деятель, президент Пунтленда с 14 ноября 2001 по 8 мая 2002 года.

## Биография
Его родители происходили из субклана Осман Махмуд, клана Дарод. Учился в Москве.
Позже вступил в ряды Сомалийской национальной армии и дослужился до звания полковника.
По обвинению в участии неудавшегося государственного переворота против президента страны Сиада Барре Джама был заключён в тюрьму на 11 лет, а затем Международной амнистией был признан узником совести. В середине 1970-х годов СССР выдвинул Джаму как главного идеолога социализма на полуострове Сомали.
В ноябре 2001 года был избран президентом Пунтленда. Однако само избрание Джамы было оспорено уходящим президентом Абдуллахи Юсуфом Ахмедом, который хотел продлить срок своих полномочий. Отступил в Эль-Афуэйн после тяжелого поражения в Дуудо (Пунтленд) в декабре 2002 года. В 2002 году одержал победу на выборах, что дало начало своему второму сроку до октября 2004 года.
Впоследствии Джама стал членом Переходного федерального парламента.
Осенью 2019 года полиция Пунтленда его арестовала в связи с обвинениями, сделанными президентом Саидом Абдуллахи Дани. Ночь он провёл в тюрьме в Босасо, регион Бари.